# B-Side (album)
B-Side è una raccolta di lati B e canzoni inedite del gruppo musicale giapponese Mr. Children pubblicato il 10 maggio 2007. L'album è arrivato alla prima posizione della classifica Oricon ed ha venduto 478 964 copie.

## Tracce

### Disco 1
1. Kimi no Koto Igai wa Nani Mo Kangaerarenai (君の事以外は何も考えられない?) - 4:08
2. my confidence song - 1:55
3. Ame Nochi Hare Remix Version (雨のち晴れ Remix Version?) - 9:39
4. Fragile (フラジャイル?, Furajairu) - 5:09
5. Mata Aeru Kana (また会えるかな?) - 4:07
6. Love is Blindness - 3:29
7. Tabibito (旅人?) - 3:23
8. Derumo (デルモ?) - 5:28
9. Hitori Goto (独り言?) - 3:32
10. Heavenly kiss - 6:08
11. Nishi e Higashi e EAST Remix (ニシエヒガシエ EAST Remix?) - 5:52

### Disco 2
1. 1999 Nen, Natsu, Okinawa (1999年、夏、沖縄?) - 7:43
2. Hana (花?) 5:32
3. Sayonara 2001 Nen (さよなら2001年?) - 6:30
4. I'm sorry - 4:25
5. Mousou Mangetsu (妄想満月?) - 3:04
6. Konna Fuu ni Hidoku Mushiatsui Hi (こんな風にひどく蒸し暑い日?) - 3:54
7. Hokorobi (ほころび?) - 3:04
8. my sweet heart - 3:16
9. Hibiki (ひびき?) - 3:17
10. Kurumi - for the Film - Koufuku na Shokutaku (くるみ - for the Film - 幸福な食卓?) - 5:42
11. Nishi e Higashi e WEST Remix (ニシエヒガシエ WEST Remix?) - 6:49